# Jan Konst
Jan Konst, eigentlich: Johannes W. H. Konst, (* 1963) ist ein niederländischer Literaturwissenschaftler und Niederlandist.

## Leben
Jan Konst studierte niederländische Sprach- und Literaturwissenschaft in Utrecht, wo er 1993 auch promoviert wurde. Seit 1994 arbeitet er als Hochschullehrer an der Freien Universität Berlin, zunächst auf dem Gebiet „Niederländische Literatur und Sprache von den Anfängen bis 1800“. Seit 2000 ist er Inhaber des Lehrstuhls „Niederländische Philologie: Literaturwissenschaft“. Seine Publikationen widmen sich der frühmodernen Literatur, den niederländisch-deutschen Literaturbeziehungen und der Gegenwartsliteratur in den Niederlanden und Flandern.

## Publikationen

### Monographien
- Woedende wraakghierigheidt en vruchtelooze weeklachten. De hartstochten in de Nederlandse tragedie van de zeventiende eeuw. Van Gorcum, Assen 1993, ISBN 90-232-2771-9.
- Fortuna, Fatum en Providentia Dei in de Nederlandse tragedie 1600-1720. Verloren, Hilversum 2003, ISBN 90-6550-745-0.
- Determinatie en vrije wil in de Nederlandse tragedie van de zeventiende eeuw. Koninklijke Nederlandse Akademie van Wetenschappen, Amsterdam 2004, ISBN 90-6984-427-3.
- Iedereen is op weg naar de Brandenburger Tor. Nederlandse en Vlaamse schrijvers over Berlijn. Met een voorwoord van A.F.Th. van der Heijden. J.M. Meulenhoff, Amsterdam 2009, ISBN 978-90-290-8455-0.
- Alles waan. Louis Ferron en het Derde Rijk. De Bezige Bij, Amsterdam 2015, ISBN 978-90-234-9316-7.
- De wintertuin. Een Duitse familie in de lange twintigste eeuw. Uitgeverij Balans, 2018, ISBN 978-94-6003-811-2.
  - Der Wintergarten : Eine deutsche Familie im langen 20. Jahrhundert. Übersetzung Marlene Müller-Haas, Europa Verlag, München 2019, ISBN 978-3-95890-270-1.[3]

### Sammelbände
- mit Inger Leemans und Bettina Noak (Hrsg.): Niederländisch-deutsche Kulturbeziehungen 1600-1830. V & R Unipress, Göttingen 2009, ISBN 978-3-89971-550-7.
- mit Matthias Hüning und Tanja Holzhey (Hrsg.): Neerlandistiek in Europa. Bijdragen tot de geschiedenis van de universitaire neerlandistiek buiten Nederland en Vlaanderen. Waxmann, Münster 2010, ISBN 978-3-8309-2382-4.
- mit Johanna Bundschuh-van Duikeren und Lut Missinne (Hrsg.): Grundkurs Literatur aus Flandern und den Niederlanden. Band I: 12 Texte – 12 Zugänge. Band II: Primärtexte in Auswahl und deutscher Übersetzung. LIT Verlag, Münster 2014, ISBN 978-3-643-11655-0, ISBN 978-3-643-11656-7.

### Textausgaben
- Joost van den Vondel: Lust tot poëzie. Gedichte. Querido, Amsterdam 1989, ISBN 90-214-0566-0. Mitherausgeber: Hans Luijten.
- De grote schouwburg. Schildersbiografieën van Arnold Houbraken. Querido, Amsterdam 1995, ISBN 90-214-0584-9. Mitherausgeber: Manfred Sellink.
- J. Six: Medea.Treurspel. Uitgegeven naar de editie 1648, met een inleiding en aantekeningen. Publiziert in der Digitalen Bibliothek der niederländischen Literatur, 2002 (DBNL).
- Joost van den Vondel: Jeptha, of offerbelofte; Koning David hersteld; Faëton, of roekeloze stoutheid. Uitgeverij Bert Bakker, Delta Reeks, Amsterdam 2004, ISBN 90-351-2652-1.
- Keine triste Isolde. Gegenwartslyrik aus Flandern und den Niederlanden. Wallstein Verlag, Göttingen 2007, ISBN 978-3-8353-0160-3. Mitherausgeber: Jaap Grave & Bettina Noak. (deutsch, niederländisch)